# Georg Albertshofer

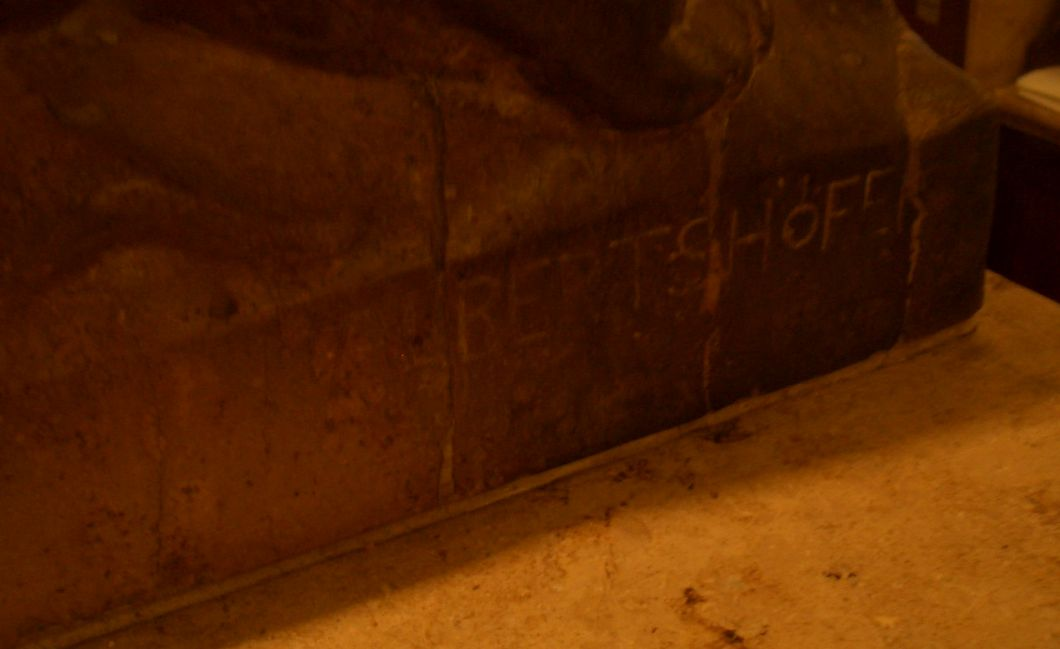
Firma del escultor en la fuente Dallmayr

Georg Albertshofer fue un escultor alemán, nacido el 19 de octubre de 1864 en Neuburg an der Donau y fallecido en Múnich en  1933.

## Datos biográficos
Estudió en la Academia de Bellas Artes de Múnich con  Wilhelm von Rümann y luego trabajó durante varios años en el estudio de Ferdinand von Miller. Desde 1910 ocupó una plaza como profesor en Múnich y también abrió su propio estudio.

## Obras
Entre las mejores y más conocidas obras de Georg Albertshofer se incluyen las siguientes:

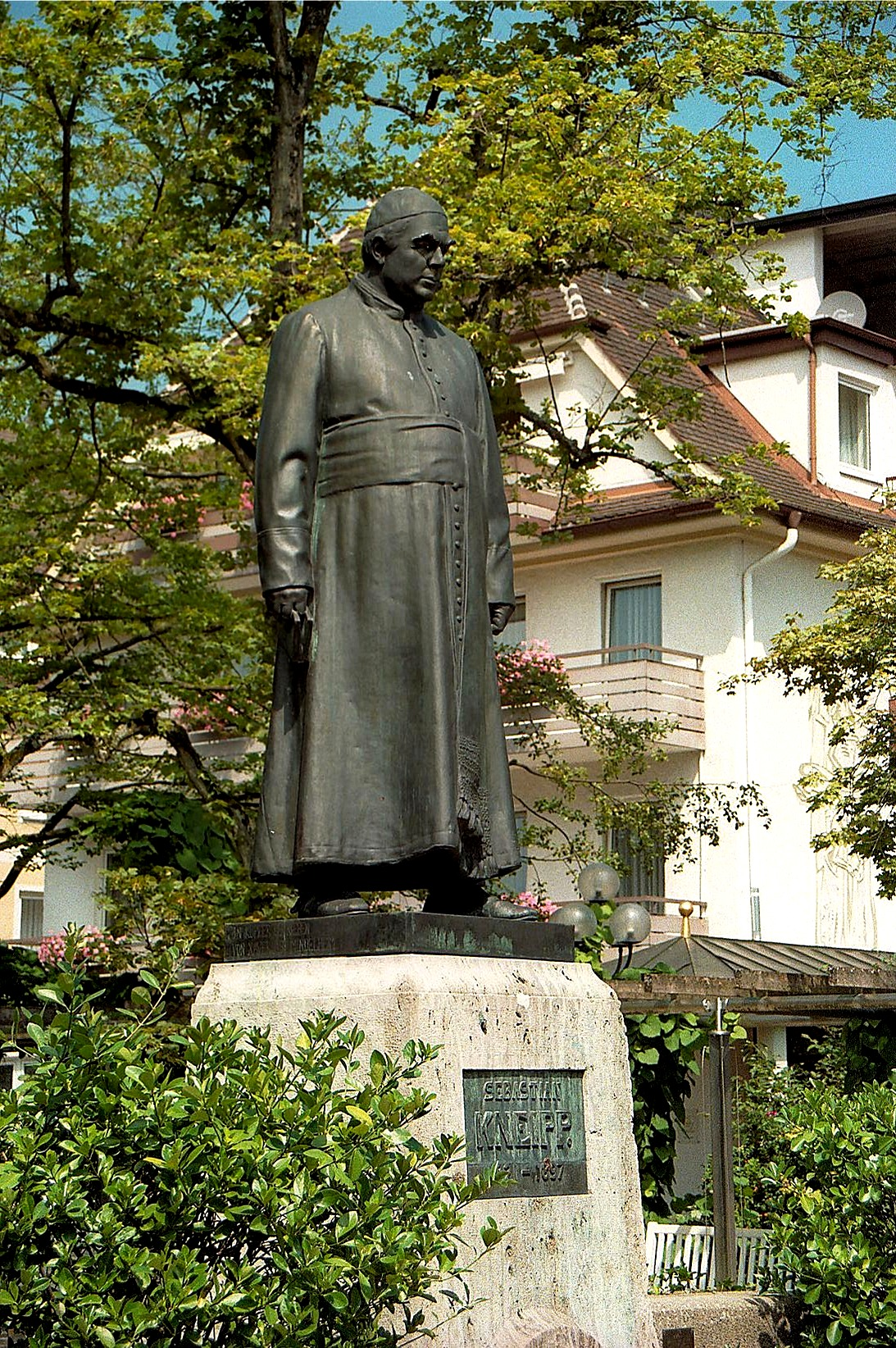
Monumento Kneipp en Bad Wörishofen

- Memorial de la Guerra de 1870-1871 en Rosenheim (inaugurado el 23 de junio de 1907, en colaboración con el arquitecto German Bestelmeyer).  Antes de 1961, en la Max-Bram-Platz, a continuación, en Innspitz, se trasladó en 2007 a la Herbststraße[5][6]
- Columna de Benno - en alemán: Bennosäule en Múnich (1910, con Bestelmeyer y el fundidor Ferdinand von Miller). 48°9′6″N 11°33′9″O / 48.15167, -11.55250
- Portales  de los Maximiliangymnasiums y Realgymnasiums, escuelas  de Múnich.[7]  descripción: relieves y una escultura Loba capitolina - Kapitolinische Wölfin  con Rómulo y Remo en el patio.[8]
- Construcción de la decoración de la Casa Alemana en la exposición internacional de arte en Roma (1911, arquitecto: Bestelmeyer).[9]
- León de la Puerta Principal (Hauptportal) del Edificio de Aduanas en la Landsberger Strasse en Múnich (en 1912).[10]
- fuente Dallmayr  , 1912.
- Esculapio con dos náyades en el Kurhaus Aquisgrán, 1913.[11]
- Esculturas en el mausoleo del conde Ernst von Doernberg en el cementerio protestante de Herzberg, Ratisbona (1911-1915, arquitecto: Bestelmeyer).[12]
- Seis figuras de mármol (Guillermo, Agustín, Juan, Pablo, Tomás, y Vito) en el altar de la Trinidad de la Iglesia de San Benno, Munich.[1]
- Construcción de decorados en las iglesias de St. Paul y  Sylvester, Munich.[1]
- Monumento Kneipp en Bad Wörishofen.[1]
- Oskar von Stobäus -Monumento en Ratisbona (con Bestelmeyer).[13]
- Relieve Dios del río Inn - Flussgott Inn en la Hafnergasse de Rosenheim (1927).[14]
- Fuente del pescado - Fischbrunnen, en la Ludwigsplatz de  Rosenheim (1928).[15]

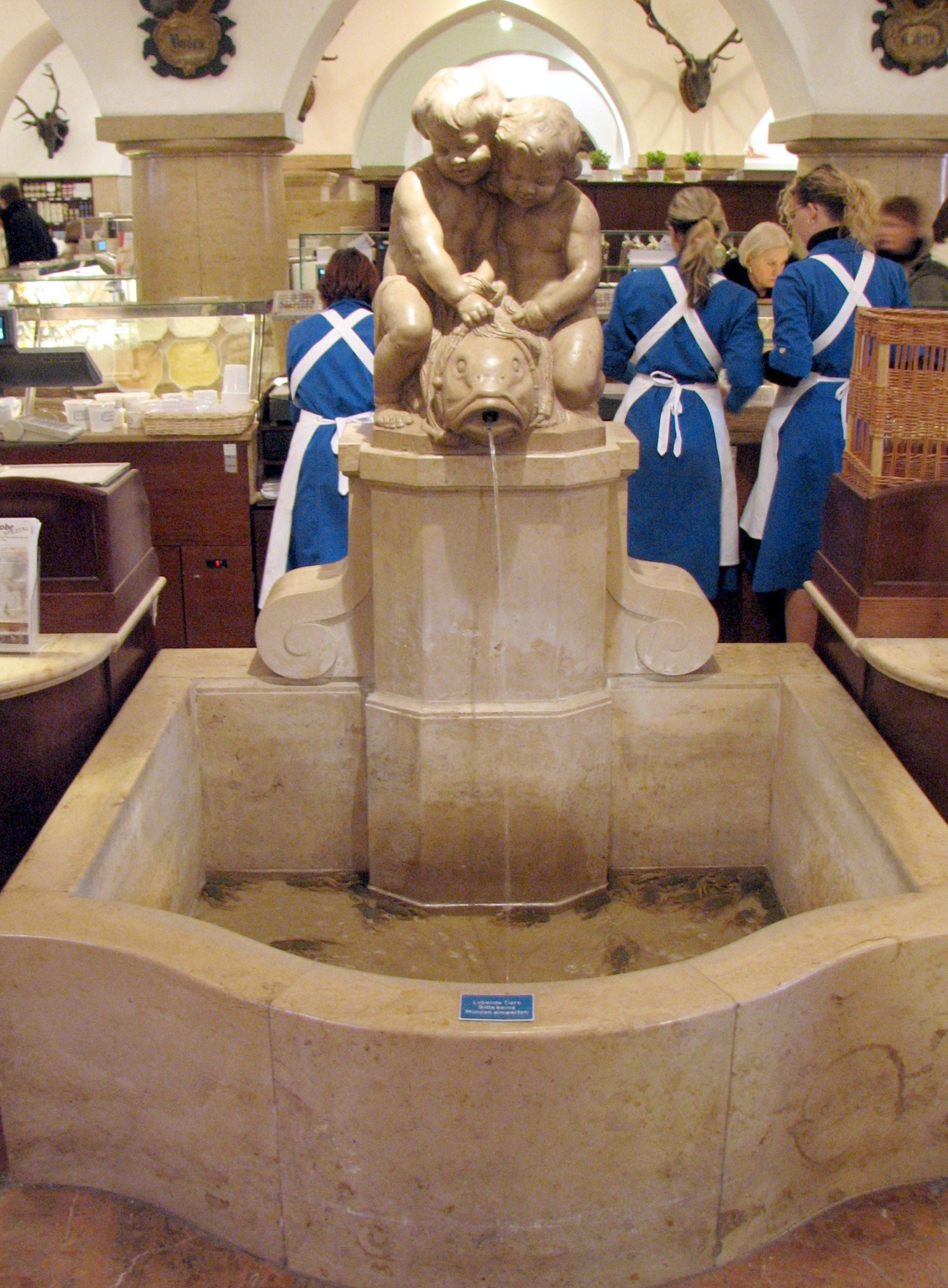
Fuente Dallmayr
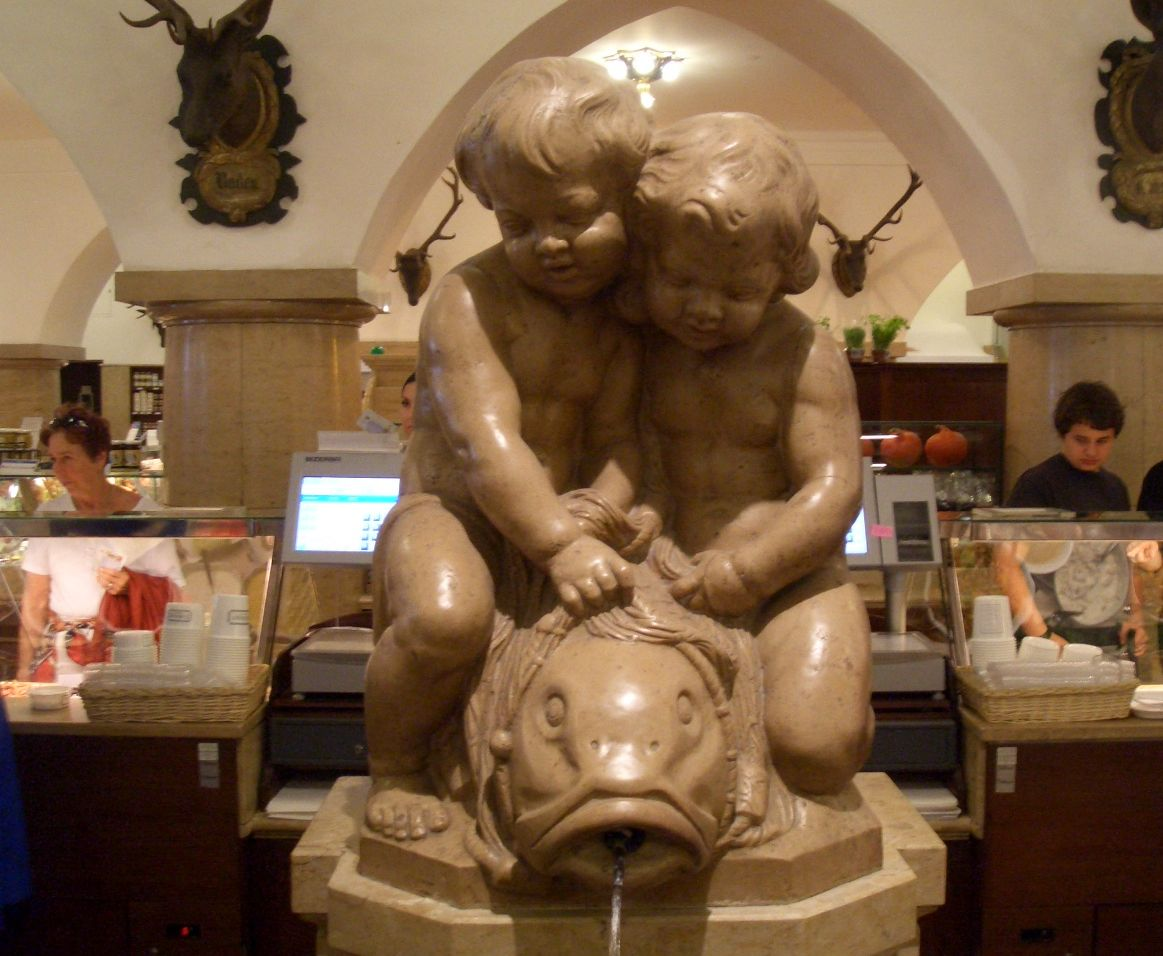
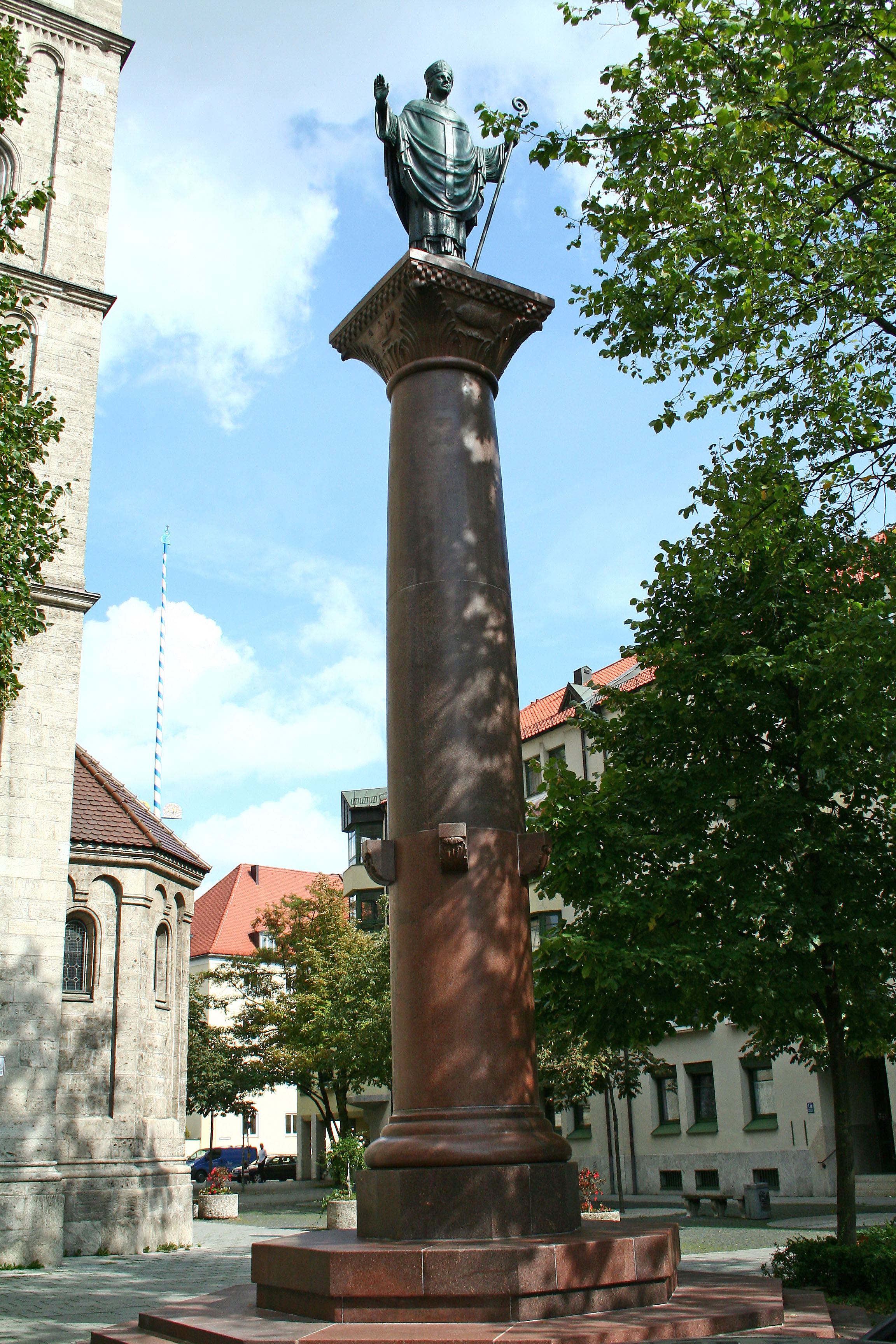
columna de Benno
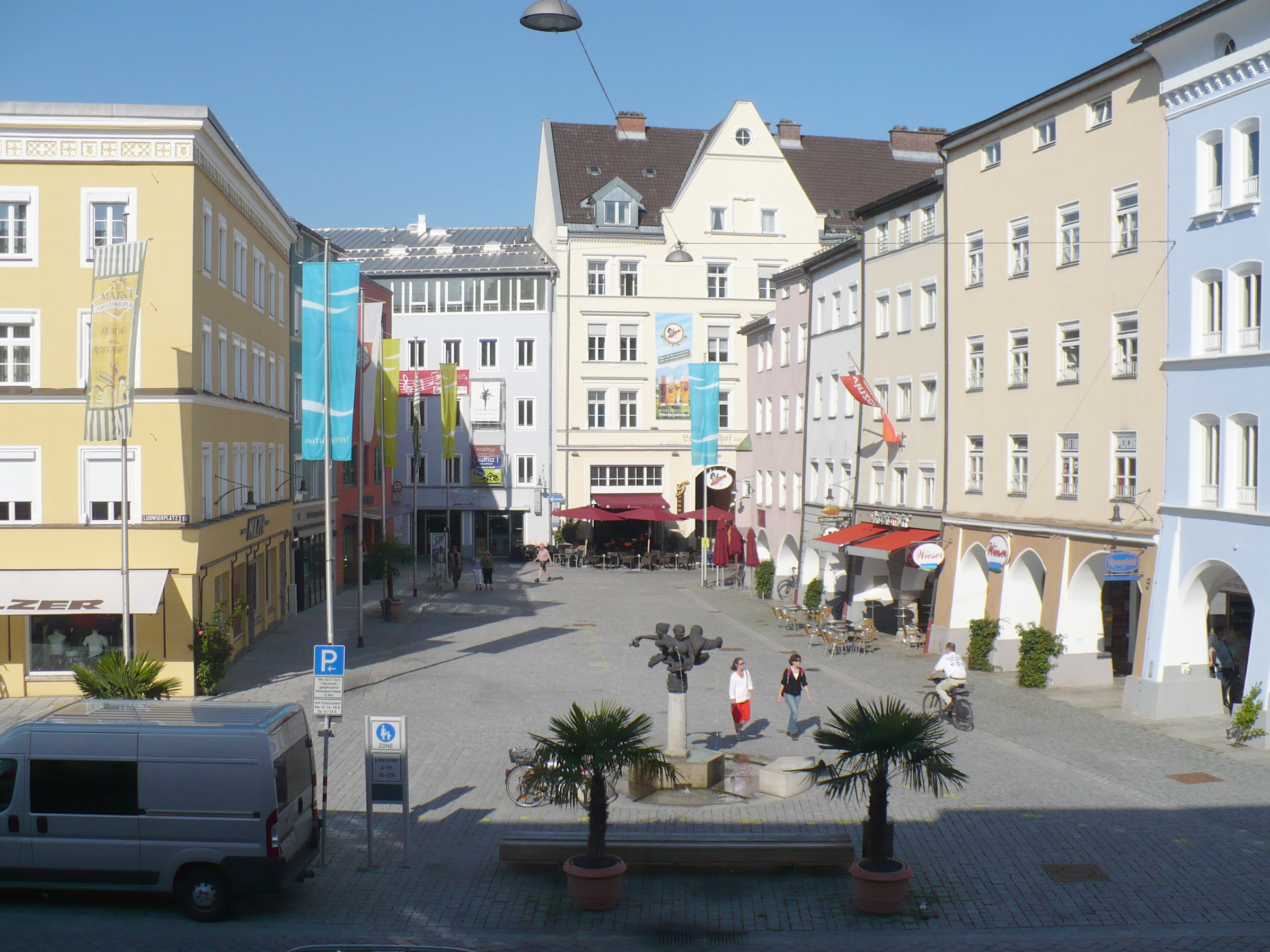
Fuente del pescado en la Ludwigsplatz, Rosenheim

## Proyectos
- Memorial Elias Holl en Augsburgo (Concurso 1913-1920, compartió el 1.er lugar, pero fue ejecutado el otro proyecto del escultor y arquitecto Resch Landauer.)[16]
- Memorial Ludwig Richter en Dresde (1895, 3º premio en el concurso, el 1º premio fue a E. Kircheisen de Braunschweig, Alemania)[17]
- Fuente Monumental en Kulmbach (1894, 2º premio en el concurso, el 1º premio y la ejecución fue con el escultor  E. Beyer y el arquitecto M. Düfler.)[18]